# Pāvilosta kommun
Pāvilostas novads var en kommun i Lettland. Den låg i den västra delen av landet, 180 km väster om huvudstaden Riga. Antalet invånare var 3 233. Arean var 515 kvadratkilometer.
2021 slogs kommunen samman med kommunerna Aizpute, Durbe, Grobiņa, Nīca, Priekule, Rucava och Vaiņode och bildade Södra Kurzeme kommun. 
Följande samhällen fanns i Pāvilostas novads:
- Pāvilosta